# Paperback

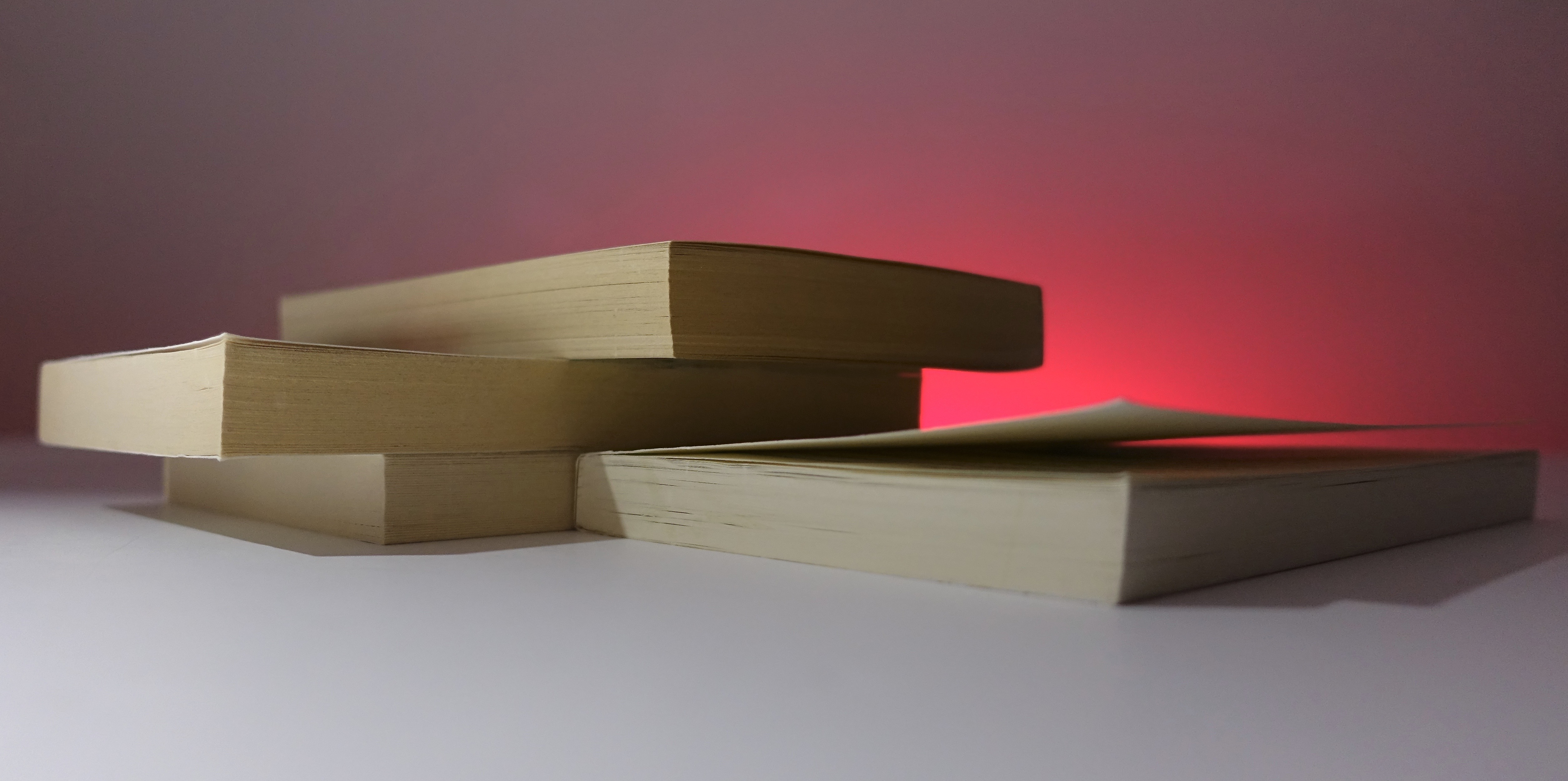
Paperbacks

Een paperback of softcover is een boek met een omslag van dik papier of dun en flexibel karton, waarvan de losse pagina's doorgaans rechtstreeks in de rug gelijmd zijn (lijmbinding). Paperbacks zijn doorgaans kleiner, lichter en goedkoper dan hardcoverboeken, waardoor ze populair zijn voor massaproductie en gemakkelijk vervoer.
Paperbacks ontstonden in Nederland aan het eind van de jaren 50 van de twintigste eeuw als een grote versie van het pocketboek. Illustratief is de benaming Literaire Reuzenpocket voor een reeks paperbacks van De Bezige Bij.
In het Engels is een paperback een boek met slappe kaft, zowel een klein als een groot formaat. In het Nederlands wordt paperback uitsluitend gebruikt voor grote pocketboeken. Ook wordt voor boeken van klein formaat in het Engels soft cover gebruikt. 
In veel landen is het gebruikelijk om boeken eerst in een zogenaamde hardcover te publiceren, waar een hogere prijs voor kan worden gerekend om later, op het moment dat de verkopen daarvan afnemen, hetzelfde boek in een goedkopere paperback-editie op de markt te brengen.